# Resolució 887 del Consell de Seguretat de les Nacions Unides
La Resolució 887 del Consell de Seguretat de les Nacions Unides fou adoptada per unanimitat el 29 de novembre de 1993.
Després de considerar un informe del Secretari General Boutros Boutros-Ghali sobre la Força de les Nacions Unides d'Observació de la Separació (UNDOF), el Consell va observar els seus esforços per establir una pau duradora i justa a l'Orient Mitjà.
La resolució va demanar a les parts implicades que implementessin immediatament la Resolució 338 (1973) i va renovar el mandat de la Força d'Observadors durant uns altres sis mesos fins al 31 de maig de 1994 i va demanar que el Secretari General Boutros Boutros-Ghali presentés un informe sobre la situació al final d'aquest període.